# 普雷里鎮區 (印地安納州亨利縣)
普雷里鎮區（英語：Prairie Township）是位於美國印地安納州亨利縣的一個行政鎮區。

## 地方資料
根據2010年美國人口普查的數據，普雷里鎮區的面積為105.50平方千米，當中陸地面積為102.90平方千米，而水域面積為2.60平方千米。當地共有人口5517人，而人口密度為每平方千米52.29人。